# Carbonyldicyanide
Carbonyldicyanide of carbonylcyanide is een organische verbinding die bestaat uit een carbonylgroep en twee nitrilgroepen. De verbinding kan beschouwd worden als het cyano-analoog van fosgeen.

## Synthese
Carbonyldicyanide is niet commercieel verkrijgbaar, maar kan bereid worden uit tetracyano-ethyleen in twee stappen. De eerste stap is de epoxidatie van tetracyano-ethyleen met behulp van waterstofperoxide, tot tetracyano-ethyleenoxide. Bij de reactie hiervan met n-butylsulfide ontstaat carbonyldicyanide.

## Eigenschappen en reacties
Carbonyldicyanide is een erg reactieve verbinding. Ze reageert explosief met water, waarbij waterstofcyanide en koolstofdioxide gevormd worden.
Met alcoholen en fenolen vormt ze cyanoformiaatesters. Met primaire en secundaire amines worden cyanoformamiden gevormd.
Carbonyldicyanide kan ook diels-alderreacties (of preciezer: oxo-diels-alderreacties) aangaan met geconjugeerde diënen. Daarbij worden 2,2-dicyanodihydropyranen gevormd. De carbonylgroep in carbonyldicyanide is immers zeer elektronenarm door de aanwezigheid van twee elektronenzuigende nitrilgroepen; carbonyldicyanide treedt hier dus op als het diënofiel.